# Larsenolidia ampla
Larsenolidia ampla är en insektsart som beskrevs av Nielson 1996. Larsenolidia ampla ingår i släktet Larsenolidia och familjen dvärgstritar. Inga underarter finns listade i Catalogue of Life.